# Вітковичі

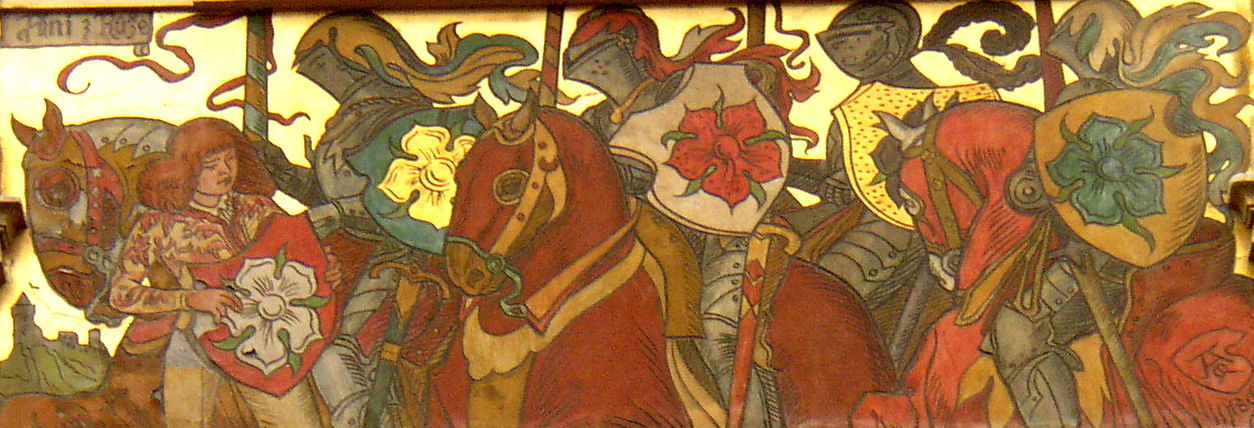
Настінний розпис Міколаша Алеша, який зображує всі п'ять гілок роду Вітковичів зі своїми гербами. Пльзень, Чехія, 1896 рік.

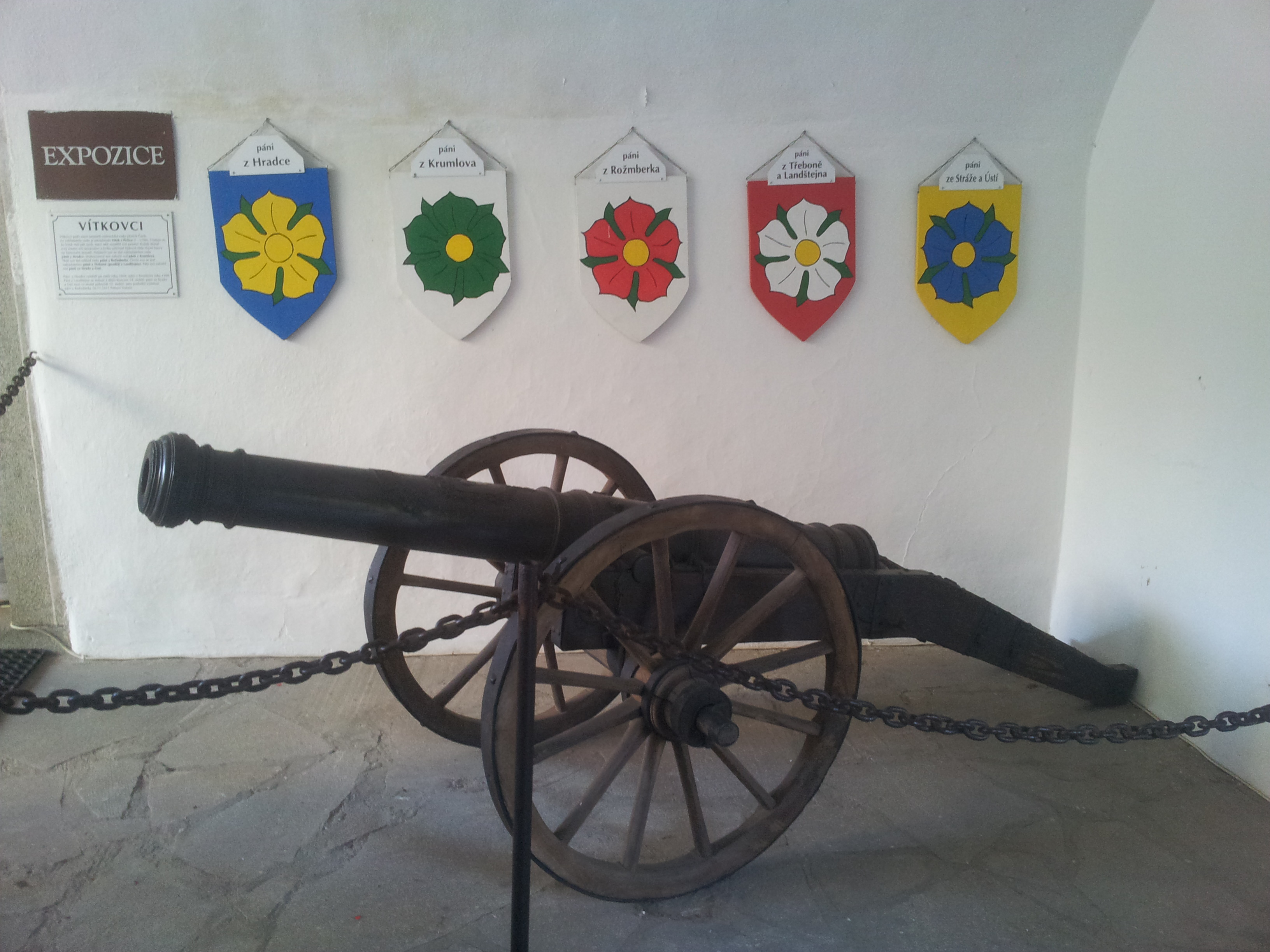
Герби Вітковичів біля головних воріт замку.

Вітко́вичі (чеськ. Vítkovci, нім. Witigonen) — стародавній чеський рід, який походив з південної Богемії (сучасний Південночеський край). Засновником роду вважається Вітек I з Прчіце.
Вітек був стольником в княжому війську Пржемисловичів між 1169 і 1176 роками. За давньою легендою, він розділив свої володіння між п'ятьма синами, які заснували п'ять родів.

## Цікаве
Вважається, що засновниками села Вітковичі Березнівського району Рівненської області є представники роду Вітковичів, яких називали «Панами Ружи» (чеськ. Páni z Růže).